# 鮑少游
鮑少游（1892年—1985年6月27日），名紹顯，字堯常，祖籍廣東香山县，是中國著名的嶺南畫派畫家。他於日本橫濱出生，1927年移居香港。另一嶺南畫派畫家楊善深曾受業鮑少游門下鮑少游生前曾在1959年10月成為香港中國美術會其中一位第二屆執監委員。。

## 生平
鮑少游生於日本橫濱，父親是一名茶葉商人。在1895年，鮑少游因中日甲午戰爭爆發而隨母韋氏返回香山縣白石鄉（即今日珠海市斗門區白蕉鎮的白石村）祖厝居住。四年後入讀私塾學習書史。他自小喜歡繪畫，因一次機會下得到《芥子園畫譜傳》而開始晝夜力學地畫畫。1903年，鮑少游隨叔父返回日本神戶，並就讀其父鮑應宏參與創辦的華僑同文中學。他在1906年以第一名的成績初中畢業。之後獲得學校提升為母校教員，在校任教了中小學5年。1911年，鮑少遊到西京美大研究院（日本京都市立美術工藝學校）日本畫系深造，於1915年以第一名成績畢業。其獲得特獎的畢業作品《花下吉羊》收藏於西京美大研究院內。。1927年，他在日本西京美術工藝學校及日本西京美術大學（京都市立藝術大學）畢業，高劍父赴日本迎他歸來。而鮑在讀京都市立藝術大學時曾以「夾竹桃」的巨屏畫在東京文部省主辦的第九屆全國美術大會中獲獎，被日本人譽為「中國少年畫伯」。
鮑少遊其後就任佛山美術專業學校、國立北平美術專業學校以及廣州市學校中國畫系主任教授。1928年，他在香港創辦當年唯一一間美術學校麗精美術學院（停辦前位於銅鑼灣百德新街），授徒達五十餘年。至1930年，鮑少游參與在比利時舉辦的國際博覽會。當中包括中國美術展覽會以及廣東畫家獲獎者如獲得最優等獎的高劍父、高奇峯、陳樹人。另外，與鮑氏同獲銀牌獎的趙浩公、周一峰、李研山、盧子樞、李鳳公、黃般若、何冠五、黃少強、黃少梅、方人定、何漆園等畫家亦在場。六年後，又與方人定、任瑞堯、李研山、李鳳公、姚粟若、高劍父、溫幼菊和趙浩公成為當時於廣州舉行的第二次全國美術展覽會廣東預展會中國畫審查委員。於1985年6月27日，鮑少遊在香港病逝。晚年曾花了4年時間創作《長恨歌詩意畫》；1986年由李曾超羣及芳艷芬組成的「羣芳慈善社」負責把畫作帶到美國紐約展覽，以達成其遺願。及後於2012年，其後人在廣東省立中山圖書館100周年慶典舉行及鮑少游書畫展開幕時，捐出了400多件鮑少游書畫精品手稿。

## 藝術特色
鮑少遊精於詩文，能書善畫，為高奇峰的徒弟。他擅長繪畫山水、花鳥、禽魚，為嶺南畫派的前輩。鮑少遊名重一時，而且作品蜚聲海內與國際。他著有：《故宮名畫三百種》、《故宮博物院名畫欣賞》、《中國畫六法論》、《三十年藝術苑經驗談》、《百鳥詩集》、《中國畫鑒賞法》、《著作鮑少游畫論集》、《石濤和張大千》等。另有《鮑少遊詩詞集》、《廣東省當代名人錄》等文字創作傳世。

## 外部連結
- 鮑少遊先生
- 香港藝術概說 （页面存档备份，存于）
- 愛書堂 詩說濠江 港澳舟中篇  （页面存档备份，存于）
- 高奇峰